# کتاب سفید لهستان
کتاب سفید لهستان نام نیمه‌رسمی مجموعه‌ای از گزارش‌های جامع است که در طول جنگ جهانی دوم توسط وزارت اطلاعات دولت در تبعید لهستان در لندن، بریتانیا، منتشر شدند و در آن‌ها به روابط لهستان و آلمان پیش و پس از تجاوز مشترک آلمان و شوروی به لهستان در ۱۹۳۹ پرداخته شده‌است. . هر گزارشی که میان سال‌های ۱۹۴۰ و ۱۹۴۱ به زبان‌های انگلیسی، فرانسوی، آلمانی و لهستانی منتشر می‌شد، متشکل از اسناد رسمی و استشهادهایی بود که با توضیحی کلی از سوی وزارتخانه همراه بود. کتاب سفید لهستان به موازات مجموعه کتاب سیاه لهستان که توسط انتشارات جرج پالمر پوتنام و پسران در نیویورک منتشر شده بود، در سال ۱۹۴۲ توسط هاچینسون و شرکا تحت عنوانی متفاوت در لندن منتشر شد.

## تاریخچه انتشار
نخستین جلد از مجموعه انتشارات کتاب سفید، که در بهار ۱۹۴۰ منتشر شد، عنوان «اسناد رسمی مربوط به روابط لهستان-آلمان و لهستان-اتحاد جماهیر شوروی ۱۹۳۳–۱۹۳۹ - کتاب سفید لهستان» را داشت. این کتاب گفتگوهای لهستان و آلمان را در آستانه جنگ جهانی دوم توصیف و مستند می‌کرد. جلد دوم کتاب سفید - که گاه جلد نخست کتاب سیاه لهستان نیز در نظر گرفته می‌شود - با عنوان «تهاجم آلمان به لهستان» (L'Invasion Allemande en Pologne توسط فلاماریون، پاریس، ۱۹۴۰) منتشر شد.
جلد سوم کتاب سفید لهستان با عنوان «اشغال لهستان توسط آلمان. چکیده یادداشت خطاب به نیروهای متفقین و خنثی» منتشر شد. این نوشته گزارشی ۲۴۰ صفحه‌ای است که در سال ۱۹۴۱ در جریان جنگ جهانی دوم توسط وزارت اطلاعات دولت در تبعید لهستان منتشر شد و روایتگر قساوت‌های انجام شده توسط آلمان در لهستان اشغالی است. کتاب شامل ۱۸۰ پیوست با فهرست‌ها، نام‌ها، تاریخ‌ها و وحشیگری نازی‌ها نسبت به غیرنظامیان لهستانی، از جمله مردان، زنان و کودکان است. بیشتر این کتاب شامل پیوست‌هایی است که به مستند کردن مکان‌های گتوهای نازی، که در آن‌ها هزاران یهودی نابود شدند، و تغییر روش‌های نابودی از تیرباران تا مسمومیت با گاز می‌پردازد. استشهادهای کتاب دخالت شخصی هاینریش هیملر در برچیدن گتو ورشو و انتقال نهایی قربانیان به اردوگاه‌های مرگ را تأیید می‌کنند. کتاب سفید لهستان به عنوان نوعی درخواست کمک به جامعه جهانی نوشته شد. در هنگام تدوین آن، دو میلیون یهودی لهستانی هنوز در لهستان اشغالی زندگی می‌کردند و چشم به تلاش بین‌المللی برای نجات خود دوخته بودند.

## مطالب
با افزایش چشمگیر گزارش‌های جنایات جنگی نازی‌ها در لهستان اشغالی، جلدهای جدیدی از مجموعه کتاب سفید لهستان منتشر شدند. اشغال لهستان توسط آلمان (۱۹۴۱) - که به عنوان جلد دوم «تهاجم آلمان به لهستان» (۱۹۴۰) شناخته می‌شود - گاه پیش‌درآمدی بر کتاب سیاه لهستان (۱۹۴۲) در نظر گرفته می‌شود که توسط دولت تبعیدی لهستان منتشر شد. کتاب‌های سفید توسط وزارت اطلاعات لهستان طی دو سال منتشر شدند. اصل کتاب سفید لهستان به همراه جلدهای بعدی آن در پاریس توسط فلاماریون و در لندن توسط هاچینسون و شرکا منتشر شد.[ص.۱۳ از ۲۵۳ در PDF]
واپسین کتاب سفید با عنوان «اشغال لهستان توسط آلمان. چکیده یادداشت خطاب شده به نیروهای متفقین و نیروهای خنثی» توسط انتشارات گری‌استون، نیویورک، چاپ شد. این کتاب حاوی خلاصه‌ای ۵۵ صفحه‌ای بود که توسط اوگوست زالِسکی در ۳ مه ۱۹۴۱ در لندن امضا شد و ۱۸۰ ضمیمه آن با مدارکی در زمینه اخراج‌های اجباری و تبعید یهودیان به گتوهای متراکم، همراه با شواهدی از نابودی گسترده ملت لهستان، در مجموع در ۲۴۳ صفحه چاپ شدند.
پس از کتاب سفید، کتاب سیاه لهستان توسط انتشارات جرج پالمر پوتنام و پسران در ۱۹۴۲ در نیویورک منتشر شد. این مجموعه شامل اسناد معتبر، واریزها، شرح شاهدان عینی و توضیحات وزارتخانه بود که به توصیف و نمایش تصاویر، جنایت‌های نازی علیه ملت لهستان و جنایت‌های جنگی در لهستان اشغالی در جریان جنگ جهانی دوم، که تنها در طی دو سال انجام شده بودند می‌پردازد؛ از جمله کشتارها، شکنجه‌ها، اخراج، استعمار اجباری، آزار و شکنجه، تخریب فرهنگی و تحقیر یک ملت.